# Костишин Матвій
Матвій Костишин (*10 серпня 1888, Дегова — †16 лютого 1976) — український поет, громадський діяч у діаспорі.

## З біографії
Народився 10 серпня 1888 р. в с. Дегова Рогатинського повіту (Галичина). Перед Першою світовою війною виїхав з України спочатку до Канади, потім до США. Його вірші почали з'являтися у діаспорових виданнях від 1918 року. Багато друкувався в газетах і журналах, проте за життя не видав жодної збірки творів. Тільки газета «[[Свобода (газета)|Свобода]» помістила понад дві сотні віршів М. Костишина. В Альманасі УНСоюзу за 1936 р. про нього сказано:
Він відкликується на всяку національну подію, на всяке національне свято. Це наче офіційний поет української іміґрації.
Помер 16 лютого 1976 р. в м. Линбрук (США).
Окремі публікації (поезії):
- Матвій Костишин: В сорокову річницю У. Н. Союзу (Вірш). Альманах УНСоюзу. 1936 р. [Архівовано 28 травня 2014 у Wayback Machine.]
- Матвій Костишин. З новим роком. Календар українського народного союзу на конвенційний рік 1962. С. 5 [Архівовано 27 січня 2021 у Wayback Machine.]

## Інтернет-ресурси
- Almanach-UNA-1936-Jubilee-Book
- Газета «Свобода» про поетичну творчість М.Костишина [Архівовано 9 липня 2016 у Wayback Machine.]